# Тарек Хамед
Тарек Хамед (араб.  طارق حامد‎, род. 24 октября 1988, Эль-Мансура, Египет) — египетский футболист, полузащитник саудовского «Дамак» и национальной сборной Египта.

## Клубная карьера
Воспитанник футбольной школы клуба «Тала Аль Гаиш». Взрослую футбольную карьеру начал в 2009 году в основной команде того же клуба, в которой провёл один сезон, приняв участие лишь в трёх матчах чемпионата.
Своей игрой за эту команду привлёк внимание представителей тренерского штаба клуба «Смуха», к составу которого присоединился в 2010 году. Отыграл за александрийскую команду следующие четыре сезона своей игровой карьеры.
К составу клуба «Замалек» присоединился в 2014 году.

## Выступления за сборную
В 2013 году дебютировал в официальных матчах в составе национальной сборной Египта.
В составе сборной был участником Кубка африканских наций 2017 года в Габоне.

## Достижения
«Замалек»
- Чемпион Египта: 2014/15
- Двукратный обладатель Кубка Египта: 2015, 2016

Сборная Египта
- Кубок африканских наций — 2017